# Skatteverket
La Agencia Tributaria Sueca (en sueco: Skatteverket) es una agencia gubernamental de Suecia responsable de la recaudación de impuestos nacionales y de la administración del registro civil.
La agencia se creó el 1 de enero de 2004 mediante la fusión de la Agencia Tributaria Nacional Sueca (Riksskatteverket) y las entonces diez autoridades fiscales regionales existentes (skattemyndigheter).
La Agencia Tributaria Sueca (y antes de eso, la Junta Nacional de Impuestos de Suecia) era también la agencia matriz de la Administración Ejecutiva de la Ley (Kronofogdemyndigheten). Desde el 1 de julio de 2008, esta es un organismo independiente pero con estrechos vínculos administrativos con la Agencia Tributaria sueca.
La agencia tiene oficinas locales en más de cien ciudades de Suecia y su sede central se encuentra en Solna, en el condado de Estocolmo.